# Александр Невский (кантата)
Кантата «Александр Невский», op. 78 — кантата Сергея Прокофьева для меццо-сопрано, хора и оркестра. В основе музыкального текста — музыка Прокофьева к одноимённому фильму
С. М. Эйзенштейна (1869-1948) «Александр Невский», снятому в 1938 году. Вокальные партии написаны на стихи автора В. А. Луговского в 1939 году.
Первое исполнение состоялось в Большом зале Московской консерватории 17 мая 1939 года под управлением автора. Партию меццо-сопрано исполняла Варвара Гагарина.

## Структура
Кантата состоит из семи частей:
1. «Русь под игом Монгольским»
2. «Песня об Александре Невском» (хор и оркестр)
3. «Крестоносцы во Пскове» (хор и оркестр)
4. «Вставайте, люди русские» (хор и оркестр)
5. «Ледовое побоище» (хор и оркестр)
6. «Мёртвое поле» (меццо-сопрано, оркестр)
7. «Въезд Александра во Псков» (хор и оркестр)

Продолжительность кантаты около 40 минут.

## Части кантаты
I (1). Русь под игом Монгольским
Звучат крайние регистры у струнных, музыка напряжённая. Затем солирует кларнет.
II (2). Песня об Александре Невском
Поёт унисонный хор мужских голосов, дополненный альтами или меццо-сопрано

Музыка второй части кантаты величественная и строгая. Рассказывается о победе русского народа над шведами, основная тема — «А и было дело на реке Неве». Отсутствует свойственное русским песням протяжное распевание: каждый слог произносится на отдельный звук мелодии.
В начале и в репризе ведётся гордое, торжествующее, «богатырское» повествование, а в средней части повествование становится взволнованным, темп увеличивается.
III (3). Крестоносцы во Пскове
Основная тема — протестантский хорал. (В фильме показывается разорённый город, наполненный бездушными тевтонцами) Мелодия в миноре, многочисленные диссонансы, звучащие напряжённо и тревожно.
IV (4). Вставайте, люди русские!
Оркестровое вступление к хору имитирует тревожные и грозные колокольные звучания. В первой из трёх частей хор также сопровождается колокольным звоном. Хоровая песнь совершенно иного характера. Уже не ведётся повествование, а ведётся призыв к бою за русскую землю. Написана в ритме марша.
В средней части появляется новая тема — певучая, привольная, светлая «На Руси родной, на Руси большой не бывать врагу»
V (5). Ледовое побоище
Начинается негромко и напряжённо на фоне монотонного высокого звучания скрипок. Затем слышен позывной в исполнении духовых, ударные напоминают стук копыт.
Скрипки обозначают столкновение сил. Слышен хорал крестоносцев. Озвучен звон мечей.
Вступление трубы с темой хора «Вставайте, люди русские» — выскочила конница Александра, с двух сторон
Тевтонцы вновь поют хорал, приближается их поражение. Звучит торжественная, но лёгкая мелодия. Немцы уже повержены, бегут, но неожиданно удары в литавры обозначают то, как немцы проваливаются под лёд. Войско Александра Невского побеждает.
Завершает часть певучая мелодия, продолжающаяся в шестой части.
VI (6). Мёртвое поле
Под минорную тему запевает меццо-сопрано, скрипки в высоком регистре исполняют тему альтов из четвёртой части «На Руси родной, на Руси большой не бывать врагу» Это музыка мира и тишины, в которой, однако, отмечена горькая цена победы.
VII (7). Въезд Александра во Псков
Слышны множество мажорных тем, исполнявшихся в течение всей кантаты, народ встречает войско победителей.

## Обзор
Кантата являет собой образец советского историко-героического эпоса. В произведении нашли отражение картины вражеского нашествия, патриотического подъёма всего народа, решающей битвы, оплакивания павших и прославления Родины. Для изображения противостоящих сил автор использовал контрастные средства: выразительные диатонические мелодии Прокофьева присущи русским темам в кантате, в то время как крестоносцы представлены подчёркнуто диссонантной музыкой на бессмысленный набор латинских слов: peregrinus (чужестранец), expectavi (я ожидал), pedes meos (ступни мои), in cymbalis (на кимвалах). По мнению американского исследователя М. Г. Керра, эти слова Прокофьев заимствовал из текстов, использованных его коллегой и извечным соперником И. Ф. Стравинским в «Симфонии псалмов».dcf/76